# بوهوم کوندا
بوهوم کوندا (به لاتین: Bohum Kunda) یک منطقهٔ مسکونی در گامبیا است که در Upper River Division واقع شده‌است. بوهوم کوندا ۷۲۲ نفر جمعیت دارد.